# Klimaatmodel

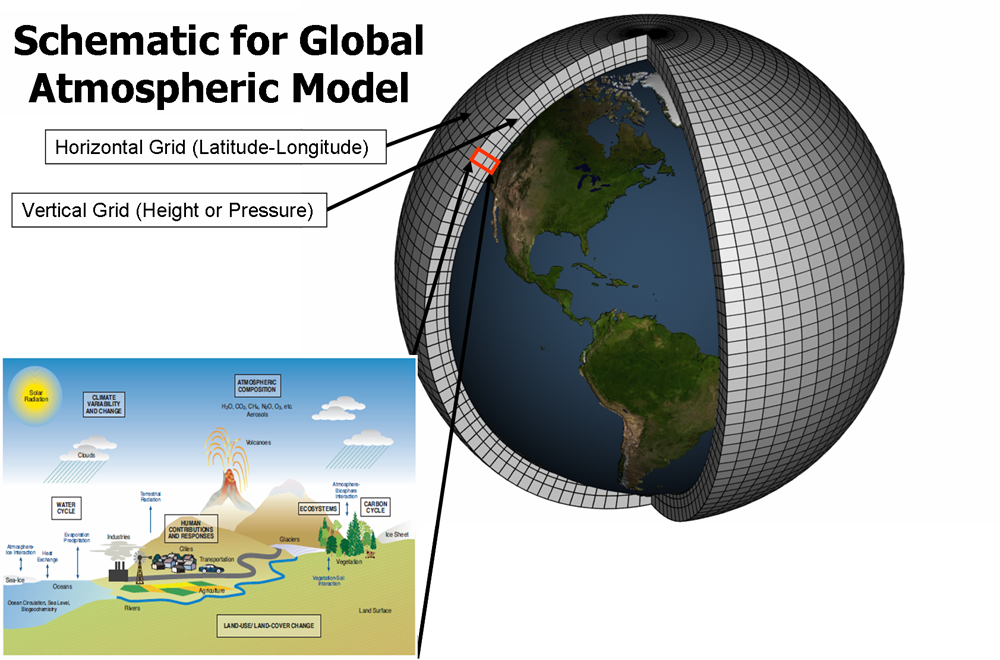
Schema voor een klimaatmodel

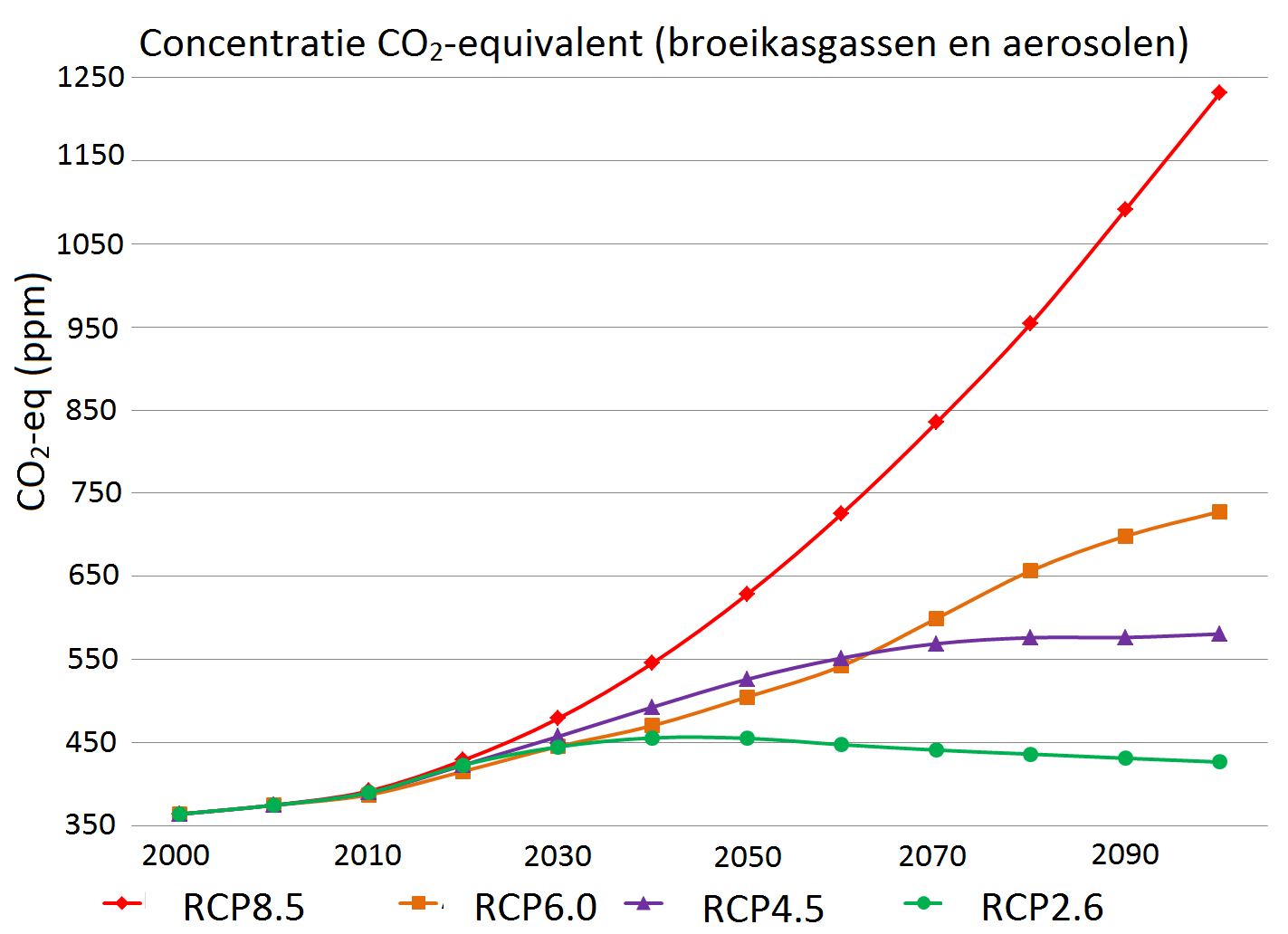
Verschillende RCP-scenario's met projecties van concentraties CO_{2}-equivalent, gebruikt door het IPCC in zijn vijfde rapport. De namen van de projecties RCP2.6, RCP4.5, RCP6.0 en RCP8.5 duiden op de stralingsforcering die in 2100 wordt verwacht.

Een klimaatmodel is een model dat klimatologische veranderingen in kaart brengt. Een klimaatmodel wordt gebruikt om vast te stellen welk klimaat er in een bepaalde periode was en om te voorspellen hoe het klimaat zich in de toekomst ontwikkelt. Een klimaatmodel is gebaseerd op een verscheidenheid aan relevante empirische gegevens en natuurkundige wetten. Hedendaagse klimaatmodellen bevatten de vijf onderdelen van het klimaatsysteem: de hydrosfeer, lithosfeer, atmosfeer, biosfeer en cryosfeer.
De moeilijkheidsgraad van een klimaatmodel kan variëren. De simpelste variant beschouwt de Aarde zonder atmosfeer die in stralingsbalans is. Dit kan worden uitgebreid in verticale richting door een atmosfeer toe te voegen. Een gekoppeld algemeen circulatiemodel beschrijft het totaal van veranderingen in massa, energie en straling in de hydrosfeer, lithosfeer, atmosfeer en cryosfeer. Een algemeen circulatiemodel wordt vaak gekoppeld aan een apart model dat de dynamica van de biosfeer beschrijft.
Een studie uit 2019 vergeleek de klimaatopwarming voorspeld door wereldwijde klimaatmodellen gepubliceerd van 1970 tot 2007 met de geobserveerde klimaatopwarming. De modellen bleken over het algemeen accurate voorspellers. In de enkele gevallen waar verschillen in uitkomst werden vastgesteld, waren die te herleiden tot de gebruikte aannames over de toekomstige evolutie van broeikasgassen en andere climate drivers. De klimaatfysica zelf was al in de vroegste klimaatmodellen robuust.

## Lezing
- Herman Russchenberg - Universiteit van Nederland